# Pokémon Legends: Arceus
Pokémon Legends: Arceus – fabularna gra akcji, wyprodukowana przez japońskie studio Game Freak i wydana 28 stycznia 2022 roku przez Nintendo oraz The Pokémon Company. Jest piątą, a zarazem ostatnią częścią VIII generacji gier z głównej serii Pokémon, dostępną wyłącznie na konsole Nintendo Switch. Ze względu na miejsce akcji, pełni rolę prequela do gier Pokémon Diamond i Pearl, Pokémon Platinum oraz ich odnowionych wersji, czyli Pokémon Brilliant Diamond i Shining Pearl. Tytuł stanowi także pierwszą część podserii, jaką jest Pokémon Legends. 
Gracz wciela się w rolę głównego bohatera, który cofa się za pomocą podróży w czasie do regionu Hisui (wzorowanego na rzeczywistej, japońskiej wyspie Hokkaido). Jego celem, podobnie jak w poprzednich częściach gier z serii, jest eksploracja terenu oraz zapełnienie Pokédexu poprzez zbadanie i złapanie różnorodnych, dzikich stworzeń, jakimi są tytułowe Pokémony.
Pokémon Legends: Arceus odniosło komercyjny sukces, stając się najczęściej kupowaną grą z całej serii Pokémon. Gra została również dobrze przyjęta przez krytyków, otrzymując ogólnie pozytywne recenzje i nominacje do kilku nagród pod koniec 2022 roku, w tym w kategorii Best RPG na The Game Awards.

## Rozgrywka
Pokémon Legends: Arceus to fabularna gra akcji, która zachowuje kluczowe cechy charakterystyczne, znane z poprzednich części głównej serii Pokémon. Gracz może swobodnie eksplorować mapę podzieloną na pięć, zróżnicowanych przede wszystkim pod względem biomów, lokacji. Za każdym razem, gdy gracz odwiedza dany teren, pojawia się w obozowisku, otrzymując możliwość szybkiej podróży do innych obozowisk na konkretnym obszarze. Oprócz tego, postać sterowana przez gracza może podróżować pieszo oraz, po odblokowaniu odpowiednich Pokémonów-wierzchowców, także pływać, wspinać się czy latać.
Dzikie, wędrujące Pokémony mogą wchodzić w interakcje zarówno ze swoim otoczeniem, jak i graczem. Niektóre z nich będą unikać głównego bohatera gry, zaś inne atakować go. Możliwe do znalezienia są także Pokémony "Alfa", znacznie większe i silniejsze od zwykłych wersji. W przeciwieństwie do poprzednich gier z głównej serii, dzikie stworzenia mogą bezpośrednio wyrządzić krzywdę dla bohatera. Jeśli ten otrzyma zbyt dużo obrażeń, to postać zemdleje i zostanie przeniesiona do obozowiska.
Ze względu na czas akcji (kilkaset lat przed wydarzeniami przedstawionymi w poprzednich grach z serii), technologia jest w znaczący sposób ograniczona. Zamiast kupna przedmiotów w sklepach, gracz ma możliwość zbierania surowców i tworzenia z nich potrzebnych rzeczy. Dodatkową funkcjonalnością w tej części serii jest możliwość łapania niektórych Pokémonów bez uprzedniego stoczenia walki z nimi. W Pokémon Legends: Arceus nie istnieją także Liga Pokémon, Sale (ang. Pokémon Gyms) czy standardowe walki z innymi trenerami. Zamiast tego, bohater udowadnia swoją wartość i umiejętności w walkach ze Strażnikami, a jego postęp oceniany jest na podstawie tego, w jakim stopniu zapełnił Pokédex, ile zadań pobocznych, dostępnych u NPC wykonał oraz ile Punktów Badań i poziomów doświadczenia zdobył.
W dniu premiery gra oferowała możliwość napotkania 242 różnych Pokémonów, z czego 7 z nich było kompletnie nowymi gatunkami, a 17 - odmienionymi, regionalnymi formami już istniejących stworzeń. Na starcie gry gracz ma do wyboru jednego z trzech Pokémonów, który zostanie jego partnerem. Są nimi: Rowlet, Cyndaquil oraz Oshawott. Pokémon Legends: Arceus jest pierwszą grą w historii serii, w której startowe Pokémony pochodzą z różnych regionów (odpowiednio: Alola, Johto, Unova).
Choć Pokémon Legends: Arceus nie daje możliwości walk pomiędzy graczami, dostępny jest system wymiany online, ułatwiający kompletowanie Pokédexu poprzez handel z innymi. 

## Fabuła
Przygoda w Pokémon Legends: Arceus rozgrywa się w bliżej nieokreślonych, dawnych czasach, w regionie Hisui (krainie, która później zostanie nazwana Sinnoh). Rzadkością było wtedy, aby żyjące w obfitej naturze Pokémony i otaczający je ludzie ze sobą koegzystowali. Większość terenu tego regionu stanowi rozległe pustkowie, zamieszkałe jedynie przez dzikie Pokémony, z wyjątkiem jednej, znacznych rozmiarów osady (Wioska Jubilife) i kilku mniejszych obozowisk. W przeciwieństwie do poprzednich części z serii, Pokémony traktowane są bardziej jako dzikie zwierzęta albo siły natury, niż jako towarzysze ludzi.
Gracz wciela się w rolę jednego z dwóch protagonistów: Akari (postać żeńska) lub Rei (postać męska). Stwórca wszechświata Pokémon, bóstwo zwane Arceusem, objawia się bohaterowi i zleca mu zadanie. Polega ono na spotkaniu wszystkich stworzeń w regionie Hisui. Tuż po rozmowie, Arceus przenosi tamże protagonistę poprzez wyrwę w czasoprzestrzeni. Gracz pozostaje pod opieką profesora Laventona i wstępuje w szeregi korpusu badawczego drużyny Galaxy Expedition (w skrócie: Galaxy Team). Po wyborze jednego z trzech startowych Pokémonów, główny bohater wyrusza w podróż po krainie. W trakcie przygody, wyrwa czasoprzestrzenna rozwściecza pięć potężnych "Szlachetnych" Pokémonów, którym gracz musi stawić czoło. Główny bohater gry zostaje ostatecznie obarczony winą za anomalie wyrwy, tym samym zostając wydalonym z osady Jubilife. By rozpracować dziwne zachowanie wyrwy czasoprzestrzennej, postanawia dołączyć do jednego z dwóch klanów: Diamond albo Pearl, czczących wspomniane "Szlachetne" Pokémony. Gracz odwiedza trzy jeziora, napotykając legendarne istoty: Azelfa, Mesprita i Uxie, które przekazują mu materiały potrzebne do stworzenia Czerwonego Łańcucha, wymaganego do zatrzymania wyrwy. Bohater wspina się do świątyni Sinnoh, umieszczonej na szczycie znajdującej się w środku wyspy góry Coronet. W zależności od wyboru klanu, protagonista spotyka legendarnego Pokémona Dialgę lub Palkię. Po stoczeniu walki, gracz otrzymuje możliwość złapania potężnego stworzenia, oraz, kończąc główny wątek gry, za pomocą Łańcucha zamyka szczelinę czasoprzestrzenną generującą wcześniejsze problemy.

## Marketing i premiera
Pokémon Legends: Arceus zostało po raz pierwszy zaprezentowane podczas wydarzenia Pokémon Presents 26 lutego 2021 roku jako jedna z zapowiedzi przyszykowanych na 25. rocznicę marki Pokémon. W materiałach promujących gra przedstawiana była jako "pre-remake" (zlepek słów prequel i remake) poprzednich gier dotyczących regionu Sinnoh, czyli Pokémon Diamond i Pearl i Pokémon Platinum. Podczas kolejnego wydarzenia Pokémon Presents, 18 sierpnia 2021 roku przedstawiono nowy, bardziej szczegółowy zwiastun, w którym skoncentrowano się na aspektach eksploracji, tła fabularnego oraz nowo dodanych Pokémonów. W kolejnym trailerze z 28 września, oprócz możliwości dostosowania gry, wyglądu menu czy głównych postaci, przedstawiono kolejnego nowego Pokémona, jakim był Kleavor. Kolejny trailer opublikowano 19 października 2021 roku. Krótkie, sztucznie uszkodzone nagranie stworzone przy użyciu techniki found footage przedstawiało sylwetki dwóch, tajemniczych Pokémonów, których tożsamość została potwierdzona dopiero po dwóch dniach - okazały się być nimi regionalne formy Zorua i Zoroarka. W grudniu tego samego roku, zaprezentowano następnego Pokémona w odmienionej, Hisuańskiej formie, jakim był Voltorb. Na początku 2022 roku, 7 stycznia (wersja japońskojęzyczna) oraz 24 stycznia (wersja anglojęzyczna) udostępniono dłuższy trailer, podsumowujący dotychczasowe wiadomości na temat nowej gry.
Ogólnoświatowa premiera gry Pokémon Legends: Arceus przypadła na 28 stycznia 2022 roku. Dla osób, które zakupiły produkt w pre-orderze (bez względu na nośnik) przewidziane zostały ekskluzywne przedmioty do wykorzystania w grze oraz fizyczne upominki, takie jak chociażby pluszowy Arceus czy specjalna karta Arceus V do gry Pokémon Trading Card Game. Oprócz tego, 27 lutego 2022 roku udostępnione zostało darmowe rozszerzenie do gry, zatytułowane Daybreak.
Bezpośrednio powiązane z grą Pokémon Legends: Arceus było internetowe anime o tytule Pokémon: Hisuian Snow, które swoją premierę miało 18 maja 2022 roku. Serial ten, w pełni dostępny w serwisie YouTube, otrzymał nagrodę w kategorii "People's Voice Winner" podczas Webby Awards. Innym anime, również związanym z grą, lecz dostępnym za opłatą, było Pokémon: The Arceus Chronicles.

## Odbiór

### Recenzje
Zgodnie z ocenami przedstawionymi przez serwis-agregator Metacritic Pokémon Legends: Arceus otrzymało "ogólnie korzystne" oceny. Andrew Webster z The Verge pochwalił zmianę formuły rozgrywki, w szczególności projekt świata i wyzwania kompletowania Pokédexu, pisząc, że był to „największa restrukturyzacja formuły Pokémon od czasu debiutu serii”. Wojciech Gruszczyk z PPE stwierdził, że ta część to "prawdziwa rewolucja", i jednocześnie zaznaczył, że nie każdy podejdzie do tej gry z ekscytacją, ponieważ brakuje w niej epickich pojedynków z trenerami, nie walczy się o odznaki, a sama rozgrywka oparta na idei "złap je wszystkie" może zmęczyć. Pomimo tego, grę podsumował jako "kapitalną, świeżą i satysfakcjonującą przygodę". Jessica Scharnagle z Dot Esports stwierdziła z kolei, że wiele żmudnych mechanik i wymaganych działań w poprzednich częściach zostało uproszczonych lub po prostu usuniętych, aby dać graczom większą swobodę w rozgrywce, jednocześnie krytykując wydajność gry. Dawid "Spikain" Bojarski na łamach serwisu CD-Action w recenzji gry zwrócił szczególną uwagę na ilość wyczekiwanych zmian, które zasługują na dobre przyjęcie przez fanów. Za największy negatywny aspekt nowej odsłony gry Pokémon uznał słabą grafikę oraz fakt, że pomimo otwartego świata, jest on "dość pusty".

### Sprzedaż
Według sprawozdania finansowego Nintendo (dane na stan 31 marca 2023), sprzedano 14,83 miliona kopii gry. Firma dodatkowo ogłosiła, że w ciągu pierwszego tygodnia od premiery, grę kupiło 6,5 miliona graczy na całym świecie, przewyższając na tym polu inne, bardzo popularne tytuły z serii, takie jak Pokémon Sword and Shield oraz Pokémon Brilliant Diamond and Shining Pearl.